# Нововодолазька селищна територіальна громада
Нововодолазька селищна територіальна громада — територіальна громада в Україні, в Харківському районі Харківської області. Адміністративний центр — селище Нова Водолага.
Площа громади — 351,61 км², населення — 16 852 мешканці (2017).
Утворена 24 січня 2017 року шляхом об'єднання Нововодолазької селищної ради та Знам'янської, Одринської, Ордівської, Сосонівської, Староводолазької сільських рад Нововодолазького району.
12 червня 2020 року до Нововодолазької селищної громади було приєднано Бірківську селищну, Ватутінську,  Просянську, та Рокитненську сільські ради Нововодолазького району Харківської області.

## Населені пункти
До складу громади входять 2 селища (Нова Водолага та Бірки) і 34 села: Бахметівка, Бражники, Брідок, Василівське, Ватутіне, Вільхуватка, Головнівка, Гуляй Поле, Дерегівка, Знам'янка, Ключеводське, Княжне, Круглянка, Кут, Липкуватівка, Лихове, Мануйлове, Мокра Рокитна, Моськівка, Низівка, Нова Мерефа, Новопросянське, Новоселівка, Одринка, Ордівка, Павлівка, Пластунівка, Просяне, Рокитне, Сосонівка, Стара Водолага, Стулепівка, Федорівка та Щебетуни.